# Greenwood (Missouri)
Greenwood és una població dels Estats Units a l'estat de Missouri. Segons el cens del 2000 tenia 3.952 habitants.

## Demografia
Segons el cens del 2000, Greenwood tenia 3.952 habitants, 1.352 habitatges, i 1.122 famílies. La densitat de població era de 377,7 habitants per km².
Dels 1.352 habitatges en un 49,8% hi vivien nens de menys de 18 anys, en un 71,6% hi vivien parelles casades, en un 7,8% dones solteres, i en un 17% no eren unitats familiars. En el 13,2% dels habitatges hi vivien persones soles el 2,1% de les quals corresponia a persones de 65 anys o més que vivien soles. El nombre mitjà de persones vivint en cada habitatge era de 2,92 i el nombre mitjà de persones que vivien en cada família era de 3,21.
Per edats la població es repartia de la següent manera: un 32,6% tenia menys de 18 anys, un 6% entre 18 i 24, un 43,5% entre 25 i 44, un 12,9% de 45 a 60 i un 4,9% 65 anys o més.
L'edat mediana era de 30 anys. Per cada 100 dones de 18 o més anys hi havia 98,8 homes.
La renda mediana per habitatge era de 62.574 $ i la renda mediana per família de 65.313 $. Els homes tenien una renda mediana de 42.173 $ mentre que les dones 28.750 $. La renda per capita de la població era de 21.586 $. Entorn del 2,9% de les famílies i el 3,9% de la població estaven per davall del llindar de pobresa.

## Poblacions més properes
El següent diagrama mostra les poblacions més properes.